# Obwód Szumen
Obwód Szumen (bułg. Област Шумен) – jedna z 28 jednostek administracyjnych Bułgarii, położona w północno-wschodniej części kraju.

## Skład etniczny
W obwodzie żyje 204 378	ludzi, z tego 123 084 Bułgarów (60,22%), 59 551 Turków (29,14%), 16 457 Romów (8,05%), oraz 5 286 osób innej narodowości (2,59%). (http://www.nsi.bg/Census_e/Census_e.htm)